# Archiargiolestes parvulus
Archiargiolestes parvulus là loài chuồn chuồn trong họ Argiolestidae. Loài này được Watson mô tả khoa học đầu tiên năm 1977.